# Ramón del Hoyo López
Ramón del Hoyo López, (Arlanzón, Burgos, 14 de septiembre de 1940) es un jurista y sacerdote católico español. Fue obispo de Cuenca (1996-2005) y de Jaén (2005-2016).

## Biografía
Nació el 14 de septiembre de 1940 en Arlanzón (Burgos). Cursó estudios en los seminarios Menor y Mayor de Burgos, entre 1955 y 1963. Obtuvo la licenciatura en Derecho canónico en la Universidad Pontificia de Salamanca (1963-1965) y el doctorado en la Universidad Pontificia de Santo Tomás de Aquino (1975-1977). 

### Sacerdote
Fue ordenado sacerdote para la archidiócesis de Burgos el 5 de septiembre de 1965.
Su ministerio sacerdotal lo desarrolló en la diócesis burgalesa. Comenzó como coadjutor de la parroquia de Santa María la Real y Antigua y director espiritual de la Escuela media femenina “Caritas”, entre 1965 y 1968. Desde este último año y hasta 1974 fue notario eclesiástico y secretario del Tribunal Eclesiástico. Además, en el año 1972 fue nombrado provisor-adjunto de la Curia de Burgos y en 1978 provisor, cargo que desempeñó hasta 1996. También fue vicario judicial del Tribunal Eclesiástico Metropolitano desde el año 1978 y hasta 1993, cuando fue nombrado vicario general y canónigo y presidente del Capítulo Catedral Metropolitano. Estos cargos los compaginó, desde 1977 y hasta su nombramiento episcopal, con la docencia en la Facultad de Teología del Norte de España, sede de Burgos, como profesor de Derecho Canónico.

### Obispo
El 26 de junio de 1996 fue nombrado por el papa Juan Pablo II obispo de Cuenca. Fue consagrado obispo el 15 de septiembre del mismo año. El 19 de mayo de 2005 el papa Benedicto XVI lo nombró obispo de Jaén, tomando posesión de la nueva sede el 2 de julio de 2005.
En la Conferencia Episcopal Española fue presidente de la Comisión Episcopal de Misiones y Cooperación entre las Iglesias. En julio de 2015 anunció su jubilación que se producirá en septiembre de ese mismo año. El 9 de abril de 2016 fue aceptada su renuncia al gobierno pastoral de la diócesis de Jaén, por motivo de edad, siendo nombrado Amadeo Rodríguez Magro su sustituto. Durante el tiempo que pasó hasta la toma de posesión del nuevo obispo, permaneció como administrador apostólico.
El 21 de abril de 2020 fue ingresado en Burgos, a causa del coronavirus.